# Squadra antimafia
Squadra antimafia è un film del 1978, diretto da Bruno Corbucci.
Si tratta del quarto capitolo della saga poliziesca italiana, con protagonista Nico Giraldi interpretato da Tomas Milian.

## Trama
Venticello ed alcuni suoi compari inscenano il "colpo del guardone"; una donna si spoglia davanti alla finestra e mentre il guardone ammira, i ladri ripuliscono l'appartamento.
Nei negozi di borgata un siciliano di nome Masino va a riscuotere il pizzo, entrato nel negozio del barbiere troverà il maresciallo che gli farà la pettinatura alla "Taxi Driver", cioè gli lascerà una striscia di capelli solo al centro del capo.
Dopo un lungo inseguimento riuscirà ad arrestarlo.
Nel carcere di Viterbo è scoppiata una rivolta ed un sicario travestito da poliziotto uccide un mafioso italo-americano, Giacomo La Rosa, che aveva accusato il padrino di New York.
Il commissario Tozzi propone a Nico di rivestire i panni di Nico il Pirata; il maresciallo, da giovane, era un ladruncolo soprannominato così, dove inscenerà una rapina ad una sala scommesse.
Viene arrestato e condotto in carcere ove evaderà grazie all'aiuto di Tozzi, che vuole che vada negli Stati Uniti per indagare sul padrino.
Nico pedina don Girolamo Giarra e per avvicinarlo diventa cameriere di un ristorante di Little Italy  molto frequentato dal boss, ove lavora Salvatore, un immigrato napoletano.
In occasione della celebrazione eucaristica in ricordo della madre del boss, Nico sventerà un attentato alla persona di questi e diventerà un suo luogotenente. Intanto Maria Sole Giarra, figlia del Don, s'innamora di Nico.
Nico viene mandato dal boss a Las Vegas per scoprire il mandante dell'attentato, e qui scoprirà la verità: don Girolamo aveva ordinato di far uccidere dal suo uomo di Las Vegas Giacomo La Rosa e l'uomo di Las Vegas, a sua volta, aveva mandato il sicario in chiesa per uccidere il boss. L'uomo di Las Vegas, pur di non morire per mano di don Girolamo, si suiciderà con l'arma di Nico ed egli verrà condannato a morte; per sfuggire alla pena capitale, Nico confida al direttore del carcere di essere un agente italiano sotto copertura, e per dimostrarlo chiede di chiamare telefonicamente il 2424, un numero speciale che Tozzi disse a Nico di utilizzare in caso di necessità. La telefonata viene intercettata dagli uomini di Don Girolamo, che scoprono così la sua identità e ingannano Nico dicendo che il Commissario Tozzi era morto in un incidente. Nico viene condotto nella camera a gas e viene giustiziato. Però la morte viene solo inscenata, in quanto Don Girolamo, con l'aiuto del prete che informa Nico, del boia che sostituisce le pillole e del medico che ne constata la finta morte, recupera il suo corpo non per salvarlo ma perché lo vuole uccidere di persona per via che è un poliziotto, ma Nico grazie all'aiuto del fido Salvatore riuscirà a consegnare il boss nelle mani della giustizia.
Nico tornato a Roma sarà ancora perseguitato da Maria Sole Giarra, che Nico non può sopportare per via della sua bruttezza.